# نوربرت هوبر (بازیکن والیبال)
نوربرت هوبر (لهستانی: Norbert Huber؛ زادهٔ ۱۴ اوت ۱۹۹۸) بازیکن والیبال اهل لهستان است.
از باشگاه‌هایی که در آن بازی کرده است می‌توان به چارنی رادوم اشاره کرد.